# Peter Klashorst
Peter Klashorst (Santpoort, 11 de Fevereiro de 1957) é um fotógrafo, pintor e escultor holandês.

## Biografia
Klashorst é mais conhecido pelo seu estilo de vida libertino. Ele fotografou e pintou várias jovens em África (sendo pai de três crianças de algumas dessas jovens). Em 2000, no Senegal de maioria Muçulmana, foi detido pela polícia desse país, suspeito de envolvimento em prostituição, incitamento ao deboche e produção de fotografias obscenas, por ter pintado mulheres nuas. Comprou a sua liberdade ao subornar as forças policiais, conseguindo escapar para a Gâmbia. Também passou muito tempo em Nairobi e Mombaça no Quénia, e em Banguecoque na Tailândia. 
Muitas das suas fotografias e pinturas assemelham-se aos trabalhos de Paul Gauguin.    
Em 2005 saiu uma biografia autorizada - King Klashorst - escrita por Robert Vuijsje, e em 2007 foi publicada outra biografia, esta mais extensa, acerca da sua arte, ideias e vida, a propósito do 25º aniversário de Peter Klashorst como pintor. Foram ainda a exibição pinturas, desenhos, fotografias e objectos do artista. 

## Galeria

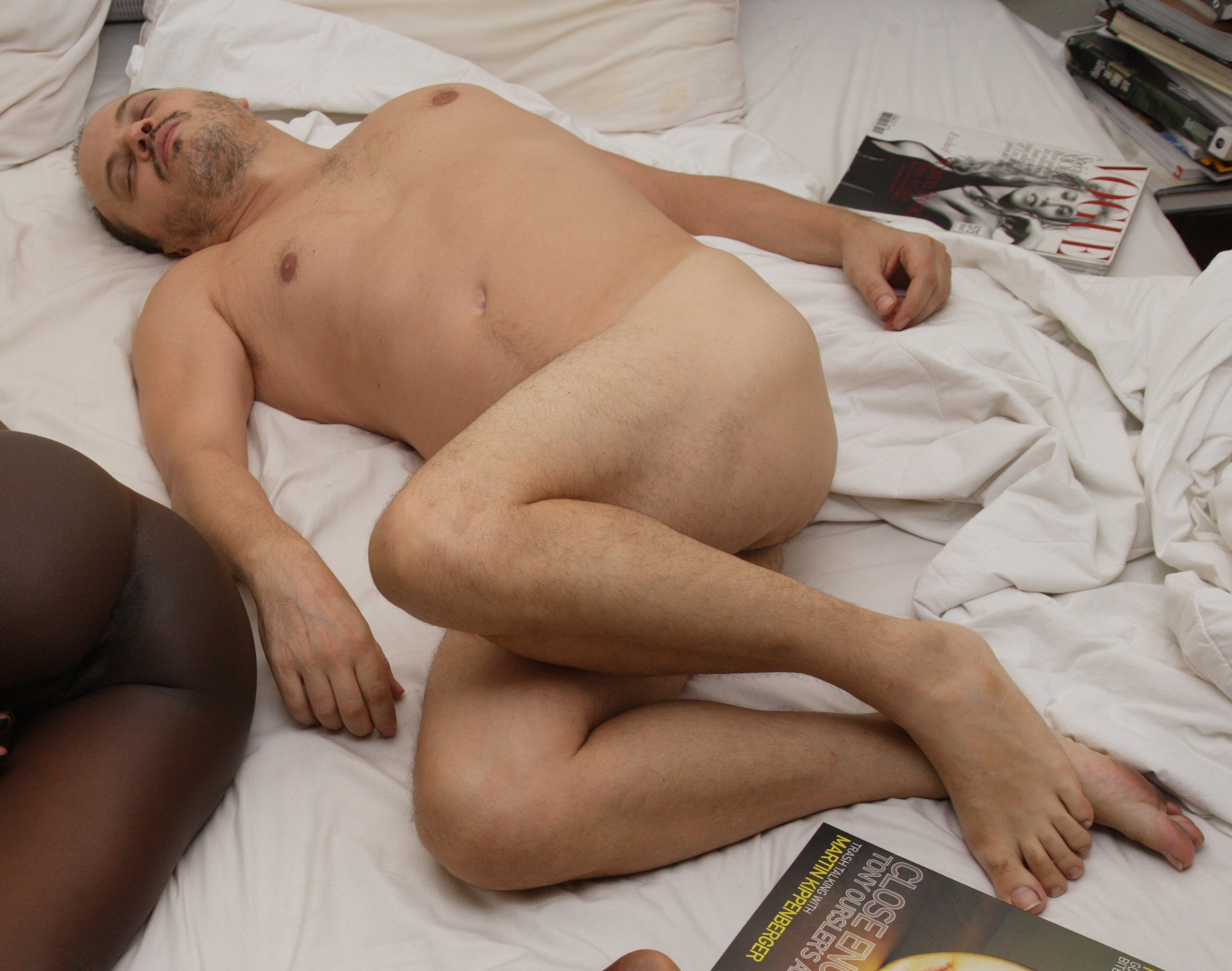
Peter Klashorst

|  |  |  |

## Prémios
- 1982 Prémio Johan e Titia Buning-Brongers
- 1983 Prémio Real para Pintura Livre (Holanda)